# NGC 2451
NGC 2451 (również OCL 716 lub ESO 311-SC8) – podwójna gromada otwarta znajdująca się w gwiazdozbiorze Rufy. Została odkryta 1 lutego 1835 roku przez Johna Herschela, być może wcześniej obserwował ją Giovanni Hodierna przed 1654 rokiem. Obiekt ten tworzą dwie gromady otwarte NGC 2451A i NGC 2451B, nakładające się na siebie z perspektywy obserwatora na Ziemi, w rzeczywistości jednak dość znacznie od siebie oddalone. NGC 2451A jest położona w odległości ok. 600 lat świetlnych, a NGC 2451B ok. 1000 lat świetlnych od Słońca.